# عبد الفاضل سوانون
عبد الفاضل سوانون (بالفرنسية: Abdel Fadel Suanon)‏ مواليد 24 يونيو 1995 في بنين، هو لاعب كرة قدم بنيني.
مثل سابقاً أندية النجم الساحي وشبيبة القيروان التونسيين و نادي ضمك ونادي الوشم السعوديين و نادي الخريطيات القطري و يمثل منتخب بنين لكرة القدم.

## روابط خارجية
- عبد الفاضل سوانون على موقع قاعدة بيانات كرة القدم.إي يو (الإنجليزية)
- عبد الفاضل سوانون على موقع ناشيونال فوتبول تيمز (الإنجليزية)
- عبد الفاضل سوانون على موقع Soccerway.com (الإنجليزية)